# Macropsis flindersi
Macropsis flindersi är en insektsart som beskrevs av Evans 1935. Macropsis flindersi ingår i släktet Macropsis och familjen dvärgstritar. Inga underarter finns listade i Catalogue of Life.